# USS Gonzalez (DDG-66)
USS Gonzalez (DDG-66) — шістнадцятий ескадрений міноносець КРО в першій серії Flight I типу «Арлі Берк». Збудований на корабельні Bath Iron Works, приписаний до морської станції Норфолк, штат Вірджинія, входить до складу 18-ї ескадри есмінців Атлантичного флоту США. Спущений на воду 18 лютого 1995 року. Введений в експлуатацію 14 червня 1996 року.
Есмінець «Гонсалес» отримав назву на честь сержанта Альфредо Канту Гонсалеса, який отримав посмертно медаль «Пошани» за службу в битві при Хузі під час війни у В'єтнамі

## Бойова служба
У серпні 2001 року розмістився в Середземномор'ї в рамках Середземноморської робочої групи постійних військово-морських сил НАТО. «Гонсалес» та інші кораблі НАТО приєдналися до військово-морських сил «Партнерства заради миру» з Грузії, Румунії, Болгарії та України у повітряних, надводних та противодних заходах.
29 листопада 2010 року увійшов в порт Батумі (Грузія), для участі в спільних грузино-американських навчаннях.
22 січня 2011 року в ході навчань Atlantic Trident 2011 року («Атлантичний тризуб-2011») в складі кораблів 2-го флоту ВМС США — успішно виконав відстеження запущеної з випробувального об'єкта острова Воллопс балістичної ракети малої дальності. Відстежувана ракета впала в заздалегідь відведений район Атлантичного океану.
16 травня 2019 року есмінець разом з другим есмінцем USS McFaul (DDG-74) увійшли до Перської затоки на тлі загострення відносин Сполучених Штатів та Ірану. Кораблі пройшли через Ормузьку протоку без будь-яких інцидентів і втручання з боку сил іранської берегової оборони.